# Mimosa lorentzii
Mimosa lorentzii là một loài thực vật có hoa trong họ Đậu. Loài này được Griseb. miêu tả khoa học đầu tiên.